# WWE SmackDown vs. Raw Online
Pour les articles homonymes, voir WWE SmackDown vs. Raw (série de jeux vidéo).
WWE SmackDown vs. Raw Online est un jeu vidéo de catch annulé anciennement développé par Vertigo Games qui devait, par la suite, être publié par THQ sur ordinateur.

## Historique
Le projet était d'abord de créer le tout premier jeu jamais conçu des SmackDown vs Raw sur PC. Cela aurait marqué le quatrième jeu de THQ exclusivement développé en-ligne pour PC. Le jeu était en promotion pour la série la série des WWE SmackDown vs. Raw. Durant mai 2009, le jeu est renommé WWE Online durant l'E3 2010.
Le 2 février 2011, THQ annonce que le jeu est finalement annulé

## Jouabilité
Avec WWE SmackDown. vs. Raw Online, les joueurs auraient été capable de se connecter avec d'autres joueurs en-ligne pour les défier à un match, interagir ou acheter des objets avec eux (objets ou même, catcheurs). Le jeu allait exposer les deux modes solo et multijoueurs. Le joueur pouvait jouer par le biais d'un catcheur de la WWE ou créer un propre catcheur à la recherche de gloire, respect et expérience virtuels, dans l'ordre d'atteindre les sommets du Hall of Fame. Le joueur devrait gagner des points qui lui permettraient de débloquer un nombre d'items et d'expérience. Le joueur pouvait également acheter des vêtements ou autres pour améliorer l'apparence de son personnage.
Le mode Create-a-wrestler, qui était inclus dans les précédents jeux de la série, allait être amélioré dans cette série. Les joueurs auraient pu être capable de créer leur propre catcheur et de les utiliser dans un combat. Cela allait inclure les modes Create-a-Taunt, Create-a-Moveset, Create-an-Arena, Create-a-Finisher, Create-an-Entrance et de nouvelles fonctions en relief 3D qui permettaient au joueur d'importer des fichiers .JPG, .GIF, .PNG, and .PSD à utiliser dans le jeu.